# ليو بيل
ليو بيل (بالإنجليزية: Leo Bill)‏ هو ممثل بريطاني، ولد في 31 أغسطس 1980 بوركشير في المملكة المتحدة.

## أعمال

### أفلام
- (2001) منتزه جوسفورد[2]
- (2002) بعد 28 يوما
- (2007) أصبحت جين[3]
- (2010) أليس في بلاد العجائب[4][5][6]
- (2014) السيد تيرنر[7][8]
- (2014) الطريق إلى الهاوية[9][10]
- (2016) أليس في بلاد المرآة[11]

### مسلسلات
- الملكة البيضاء

## وصلات خارجية
- ليو بيل على موقع IMDb (الإنجليزية)
- ليو بيل على موقع قاعدة بيانات الأفلام العربية
- ليو بيل على موقع ألو سيني (الفرنسية)
- ليو بيل على موقع أول موفي (الإنجليزية)
- ليو بيل على موقع قاعدة بيانات الأفلام السويدية (السويدية)
- ليو بيل على موقع قاعدة بيانات الفيلم (الإنجليزية)
- ليو بيل على موقع كينوبويسك (الروسية)